# 1581 az irodalomban
Az 1581. év az irodalomban.

## Új művek

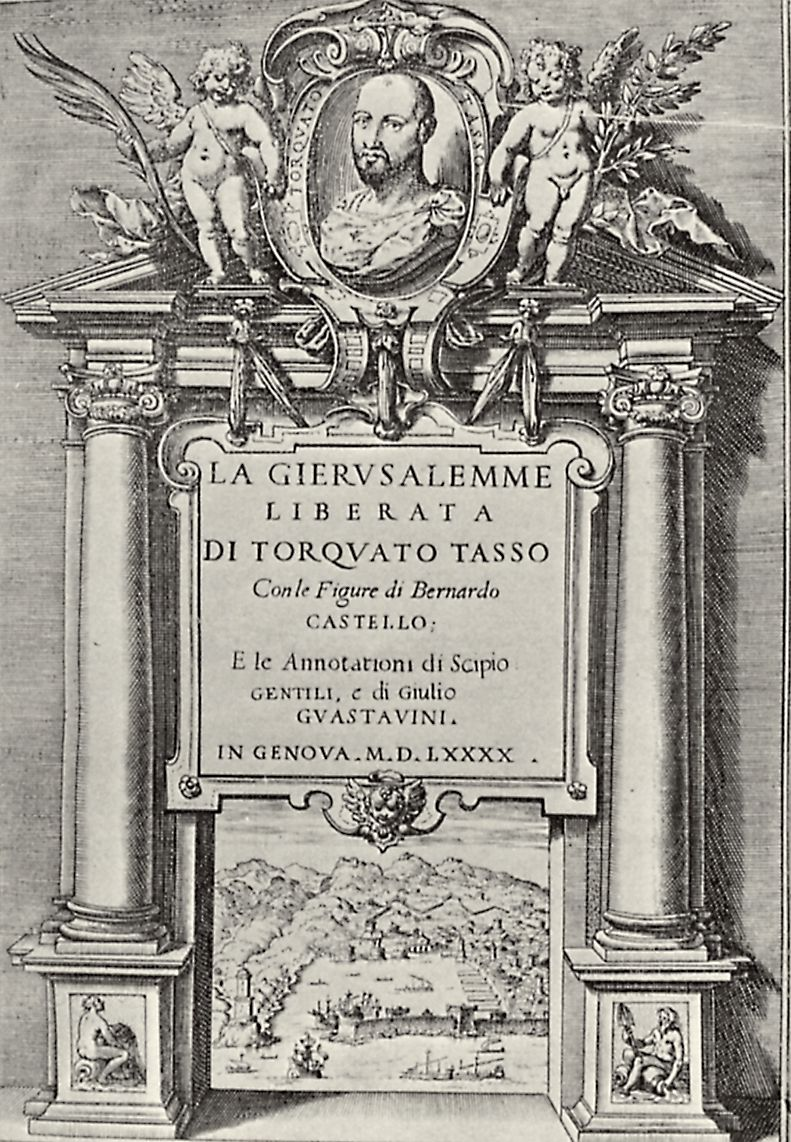
Tasso eposzának címlapja (1590-es kiadás)

- Torquato Tasso barokk eposza: A megszabadított Jeruzsálem (Gerusalemme liberata). A költő tudta és engedélye nélkül jelent meg. Tasso a később újraírt művet 1593-ban A meghódított Jeruzsálem (Gerusalemme conquistata) címen adta közre, az utókor azonban az eredeti változatot tekintette és tekinti a végleges szövegnek.

## Halálozások
- szeptember 6. – Guillaume Postel francia orientalista, filológus, teológus. kozmológus (* 1510)
- 1581. körül – Mikołaj Sęp Szarzyński lengyel költő (* 1550 körül)